# Otradovice (Skorkov)
Otradovice (německy Laubendorf) je vesnice, část obce Skorkov v okrese Mladá Boleslav. Nachází se 3 km na jih od Skorkova. Vesnicí protéká Jizera a prochází železniční trať Lysá nad Labem – Ústí nad Labem. Je zde evidováno 212 adres a trvale zde žije 100 obyvatel.
Otradovice je také název katastrálního území o rozloze 11,61 km2.

## Historie
První písemná zmínka o vesnici je z roku 1547.

## Přírodní poměry
Do jižní a východní části katastrálního území zasahuje přírodní památka Černý Orel

## Pamětihodnosti
- Lovecký zámeček Opočno - nepatrné archeologické stopy panovnického loveckého sídla z raného novověku v lese jižně od vsi na pravém břehu řeky Jizery
- Předposlední funkční výstražníky typu SSSR na železničním přejezdu v ČR (v prosinci 2018 byly zrušeny)
- Cimrmanův trafovýčep[6]

## Další fotografie

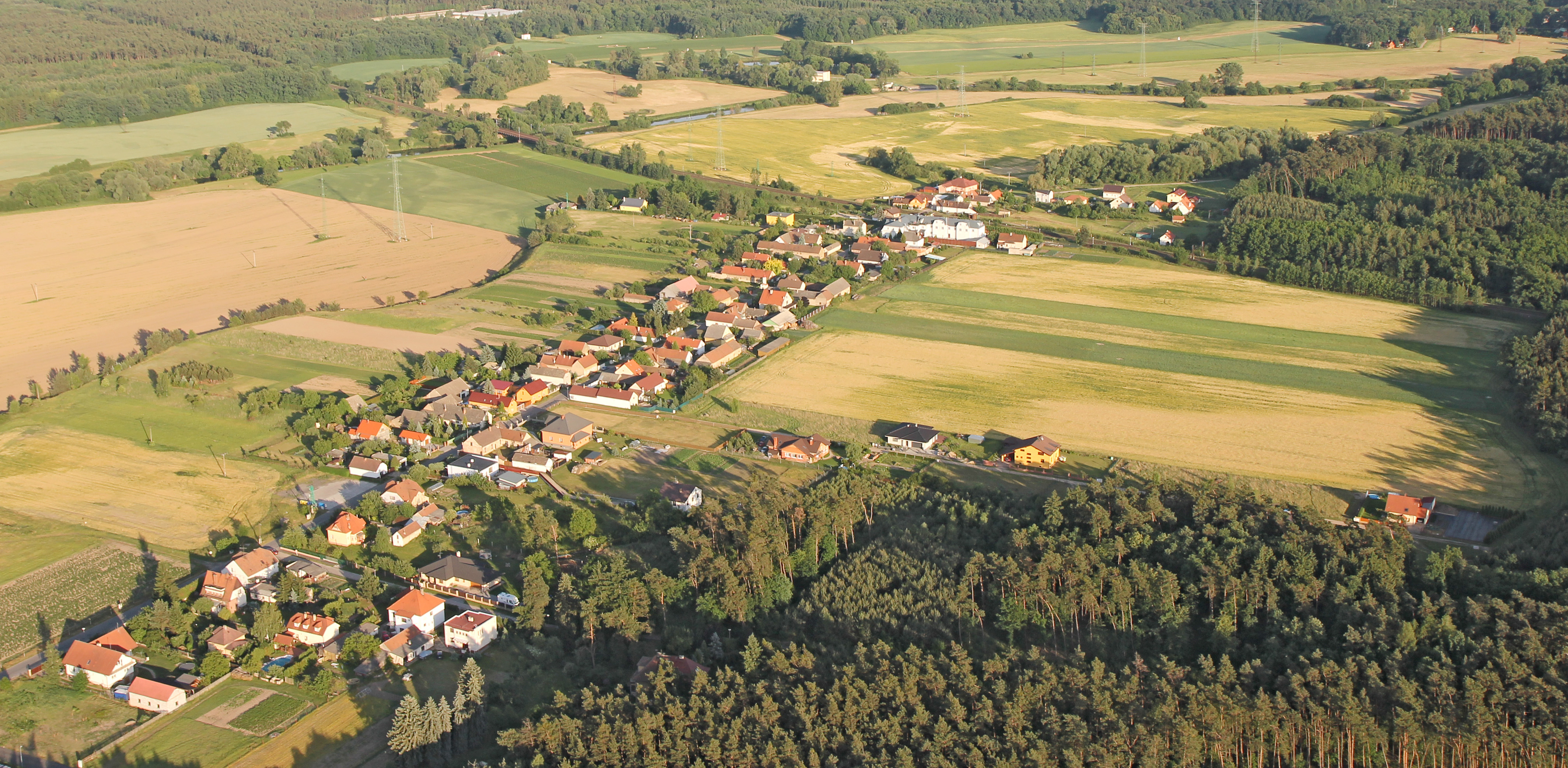
Letecký pohled
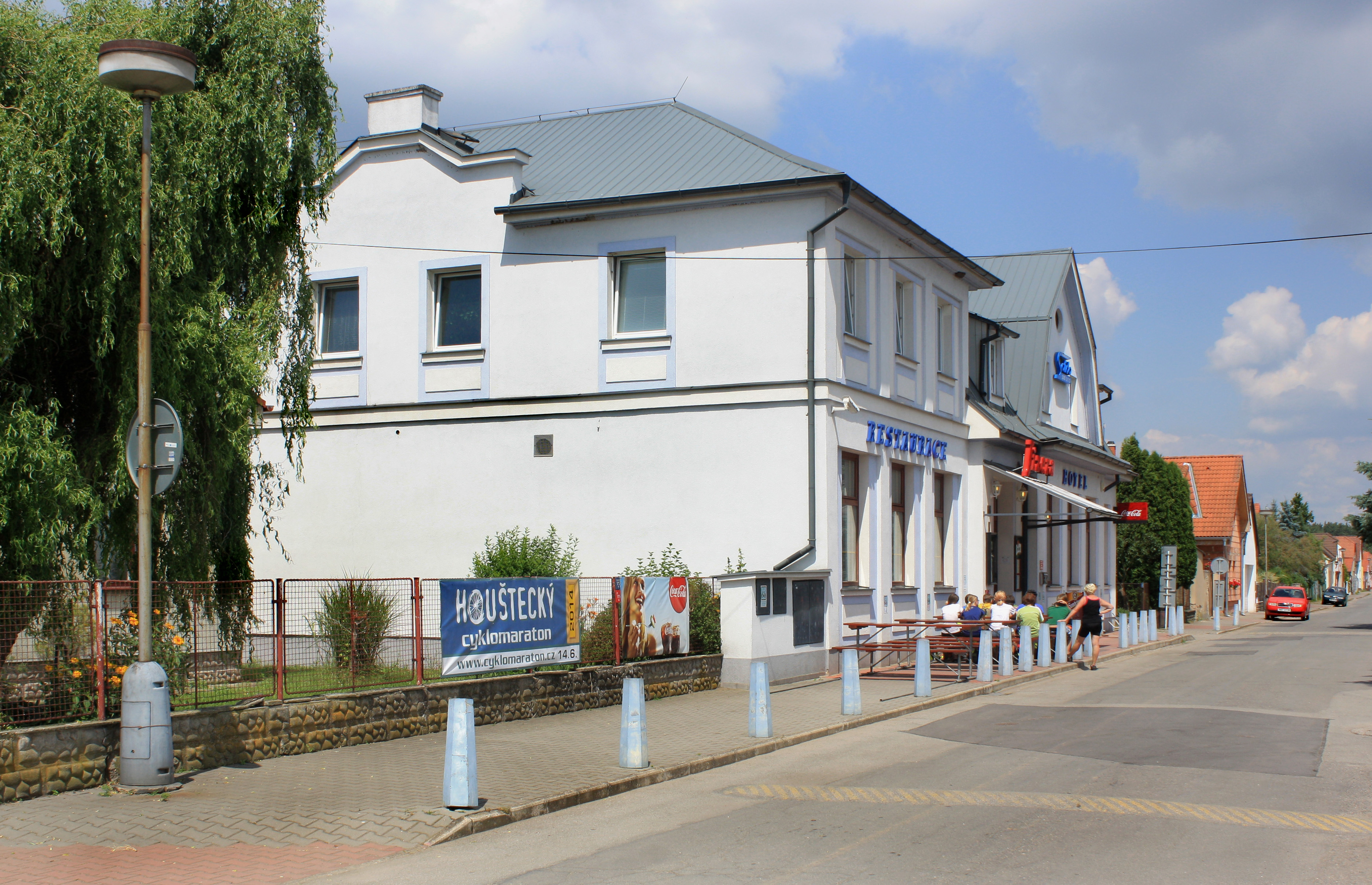
Hotel s restaurací
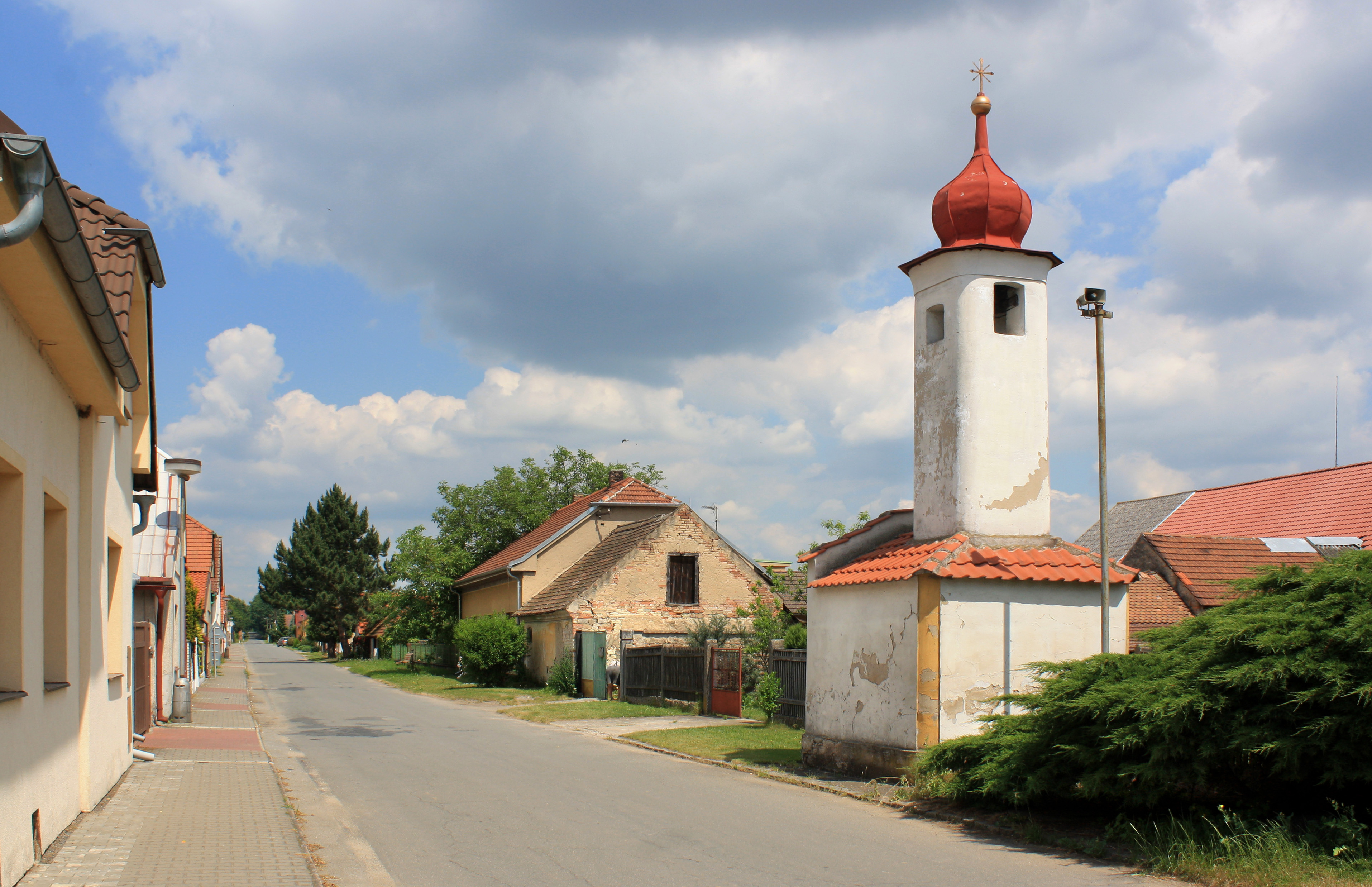
Kaplička ve středu vesnice
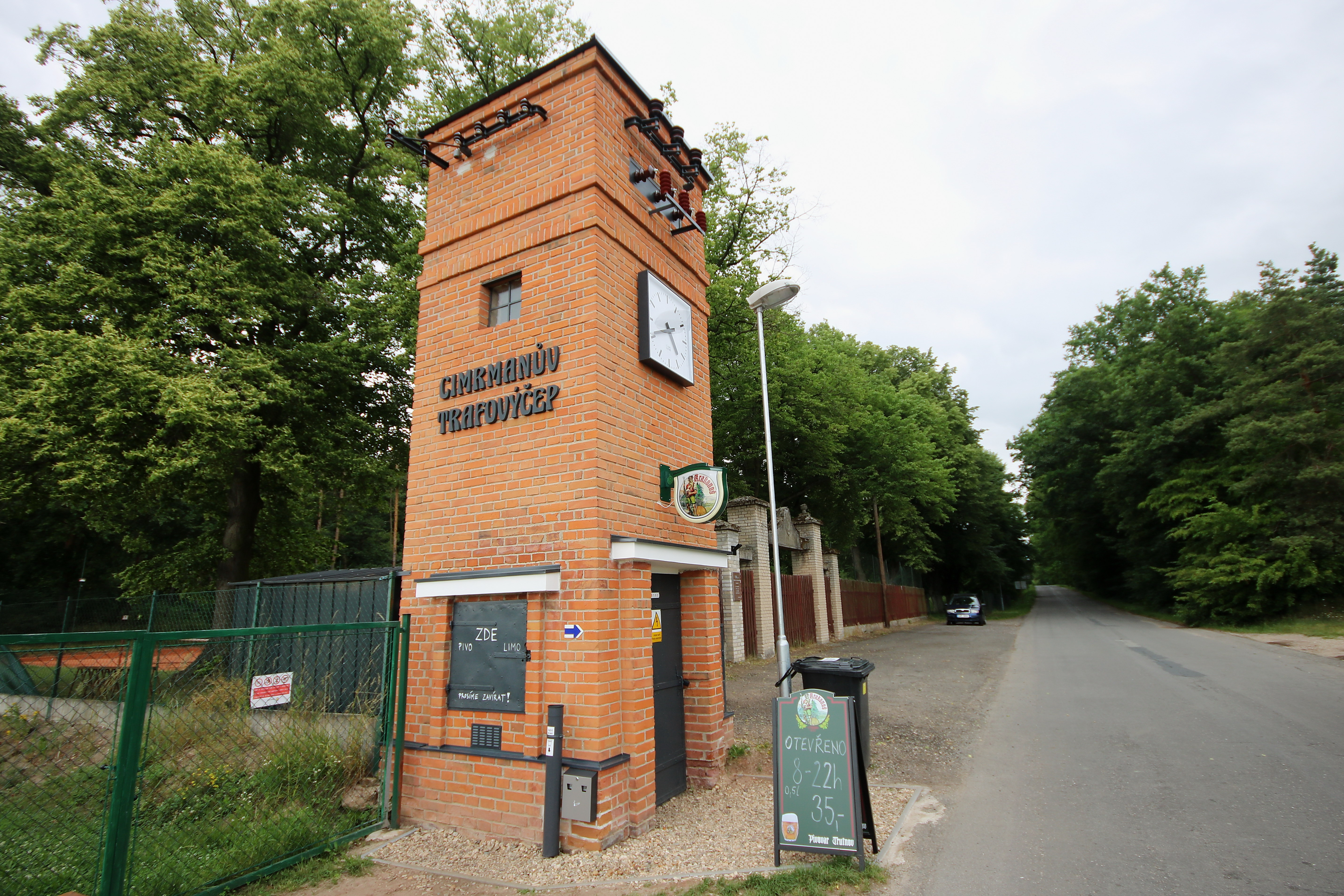
Cimrmanův trafovýčep
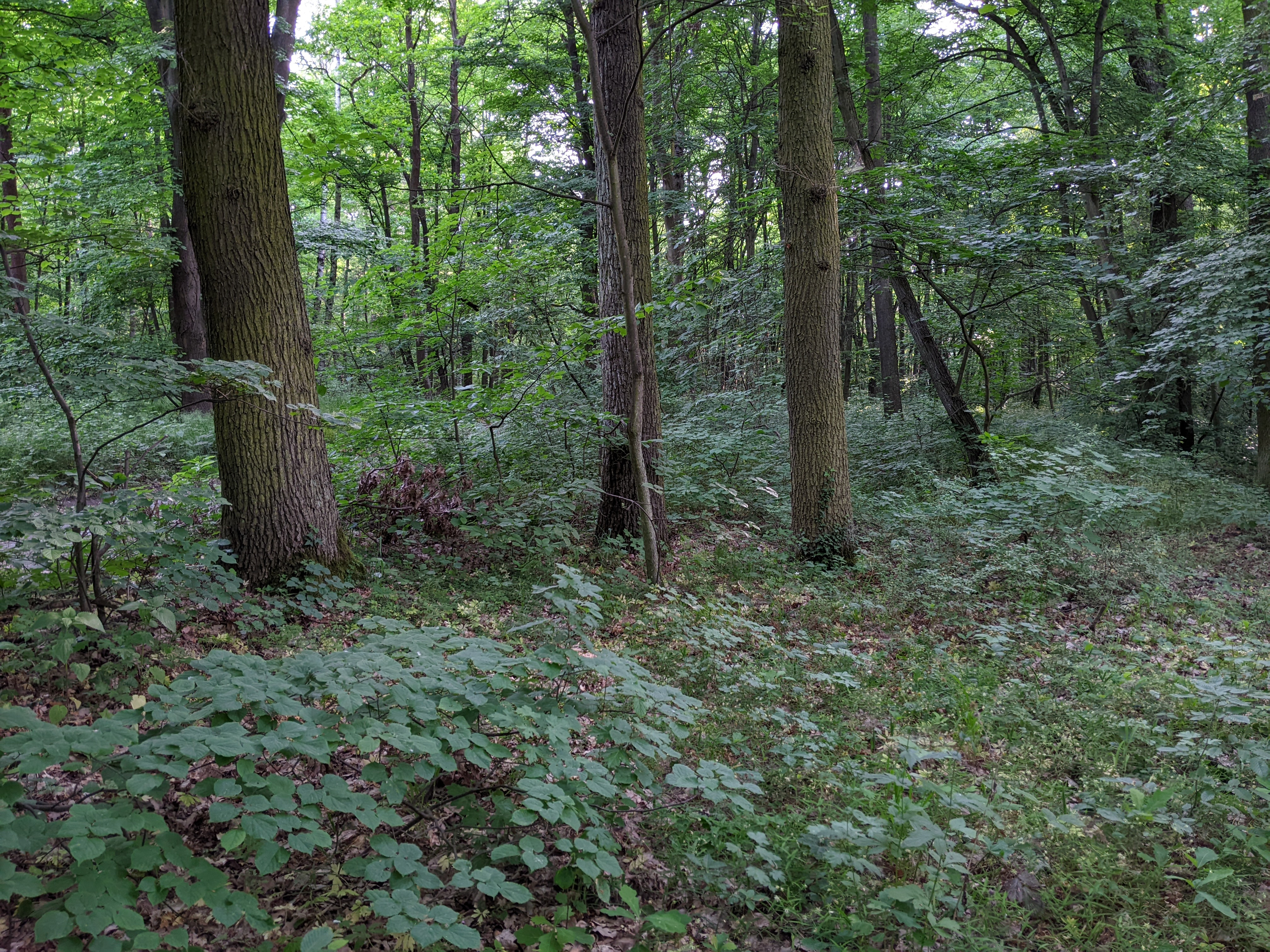
Zaniklý zámeček Opočno - archeologické stopy
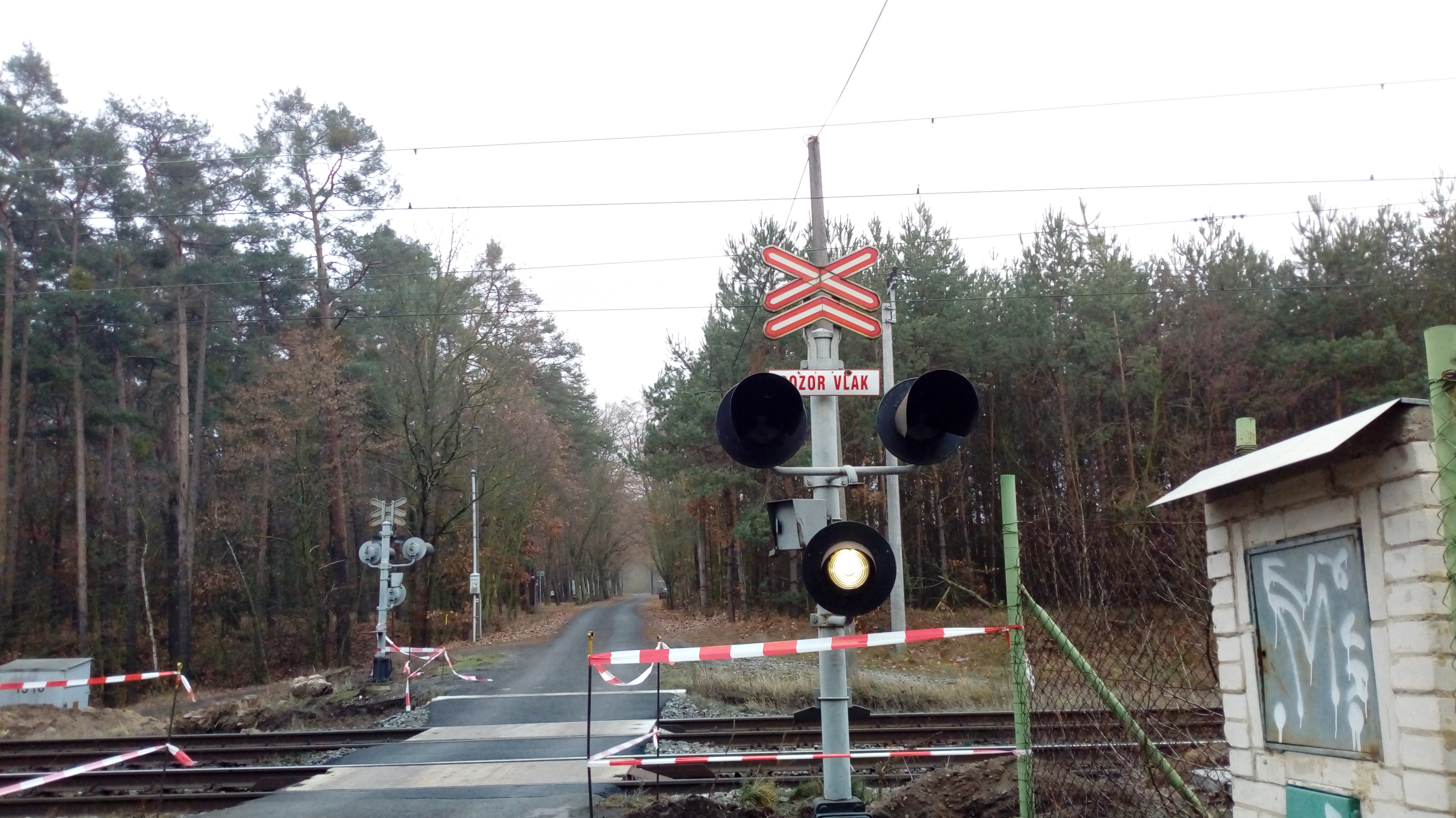
Výstražník SSSR – v prosinci 2018 zrušen
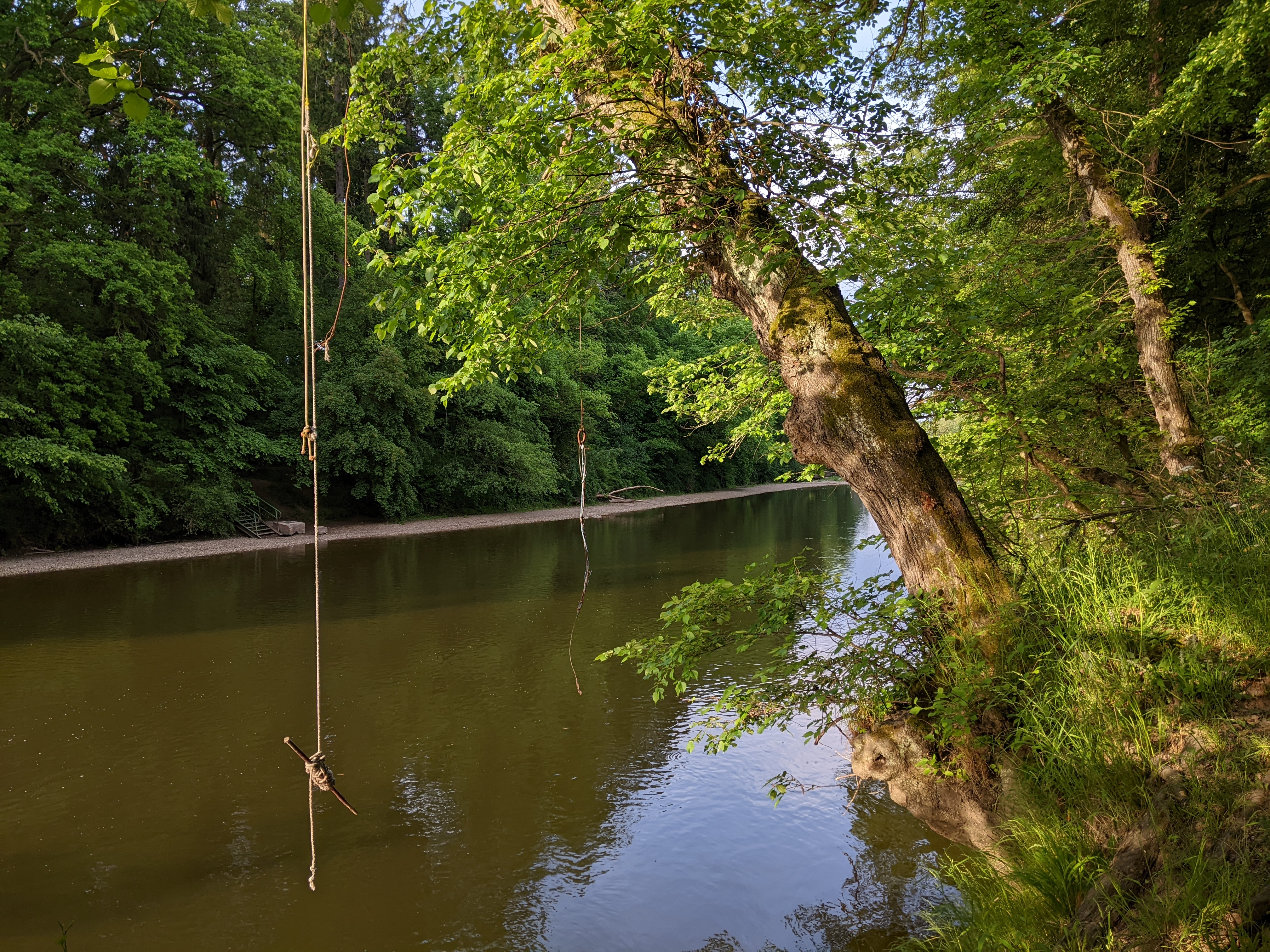
Přírodní památka Černý orel